# Ishrat-ul-Ibad Khan
Ishrat-ul-Ibad Khan, Ishrat-ul-Ebad Khan ou plus simplement Ishratul Ibad (en ourdou : عشرت العباد خان), né le 2 mars 1963, est un homme politique pakistanais possédant également la nationalité britannique. Il a été gouverneur de la province du Sind de 2002 à 2016, détenant la plus importante longévité à ce poste.
Membre du Mouvement Muttahida Qaumi, le plus important parti de Karachi, il l'a rejoint alors qu'il était encore étudiant, dans les années 1980. Ministre en 1990, il s'exile lors des opérations militaires menées contre son parti à Karachi en 1993. Revenant ensuite au Pakistan, il est nommé par le président Pervez Musharraf au poste de gouverneur du Sind à la suite d'un accord de coalition signé par son parti, et sera conservé dans ses fonctions par trois gouvernements successifs aux couleurs politiques différentes.

## Biographie

### Jeunesse et éducation
Ishrat-ul-Ibad Khan est né le 2 mars 1963 à Karachi, plus importante ville du pays et capitale de la province du Sind. Il étudie la médecine au Dow Medical Collage et obtient un Bachelors of Medicine and Surgery.

### Carrière politique

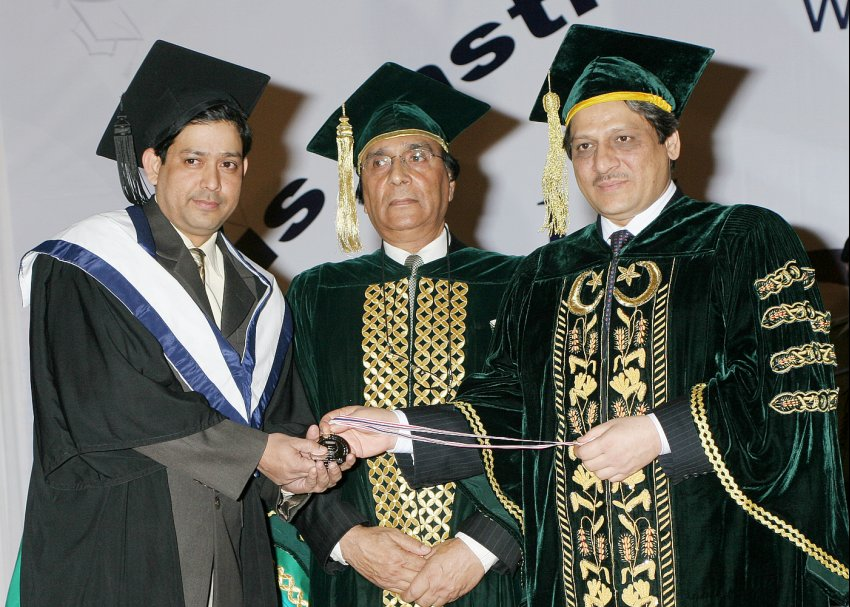
Ibad Khan remettant une médaille du mérite à un étudiant, en 2009.

Rejoignant la All Pakistan Mohajir Students Organisation puis le Mouvement Muttahida Qaumi dans les années 1980, Ibad Khan émerge comme l'une des figures de son parti à Karachi alors qu'il est encore étudiant. Il est notamment nommé chef du comité de médecine au sein de son parti.
En 1990, après le succès du MQM aux élections législatives et alors que son parti s'allie avec l'Alliance démocratique islamique du Premier ministre Nawaz Sharif, il devient ministre du logement et de la ville dans le gouvernement provincial du Sind durant un court moment. Face à l'augmentation des violences à Karachi, l'armée pakistanaise lance en 1992 des opérations militaires contre le Mouvement Muttahida Qaumi, principal parti de la ville et accusé d'être lié à la mafia. Ibad Khan part en exil en 1993 à Londres et demande l'asile politique, rejoignant le chef de son parti Altaf Hussain et obtenant plus tard la nationalité britannique.
Rentrant finalement au Pakistan pour devenir gouverneur de la province du Sind, il est nommé à ce poste par le président Pervez Musharraf le 27 décembre 2002. Sa nomination était l'un des points essentiels de l'accord de coalition gouvernementale entre le MQM et la Ligue musulmane du Pakistan (Q), qui venait de remporter une majorité relative à l'Assemblée nationale à la suite des élections législatives de 2002. Il devient ainsi le premier membre de son parti nommé à ce poste, alors que le MQM est traditionnellement le deuxième parti de la province.
Malgré deux changements de majorité depuis 2002, Ibad Khan est toujours resté en poste, lui donnant ainsi une longévité exceptionnelle pour un poste de gouverneur et un record pour la province du Sind. Il conserve notamment de bonnes relations avec les militaires et Musharraf et est vu comme un bon médiateur entre l'armée et le MQM. À la suite des élections législatives de 2008, le Parti du peuple pakistanais signant un accord de coalition avec le MQM, son poste est ainsi conservé, et à la suite des élections législatives de 2013 remportées par la Ligue musulmane du Pakistan (N), il est encore conservé dans ses fonctions même si aucun accord de coalition n'est signé entre la Ligue et son parti.
Ibad Khan a menacé trois fois de démissionner de son poste, le 27 juin 2011, en février 2013 et en septembre 2014. Lors de cette dernière fois, il entendait protester contre les opérations ciblées contre des groupes criminels à Karachi, impliquant notamment son parti, et se plaint de ne pas avoir été informé. Il a cependant été dissuadé de quitter ses fonctions par le ministre de l'Intérieur Nisar Ali Khan.
En 2015, il est évincé de son parti par son dirigeant Altaf Hussain, ce dernier lui reprochant son manque de réactions face aux actions des rangers de l'armée contre les membres de son parti. Il lui reproche plus particulièrement de ne pas avoir condamné une perquisition contre la résidence de sa famille à Karachi. Le 9 novembre 2016, il cesse d'être gouverneur du Sind sur décision du Premier ministre Nawaz Sharif qui nomme Saeeduzzaman Siddiqui à sa place. Il quitte immédiatement le pays pour Dubaï. Il a été en fonction durant près de quatorze années, soit la plus longue période pour un gouverneur dans l'histoire du pays. 